# Golf du Mont d'Arbois
Le Golf du Mont d'Arbois est un parcours de golf français situé à Megève (Haute-Savoie) inauguré en 1923 au sein du Domaine du Mont d'Arbois.

## Historique
Le parcours est voulu par Edmond de Rothschild et puis dessiné par la suite par Henry Cotton ; il fut inauguré en 1923 par la Baronne Noémie de Rothschild.

## Parcours
Le parcours comptait à l'origine neuf trous sur le flanc de montagne, qui furent complétés par neuf trous supplémentaires conçus par l'ancien joueur de golf britannique Henry Cotton en 1964.

## Tournois
Chaque fin d'été depuis 2002, le golf accueille une compétition européenne sur le parcours de 18 trous répartis sur plus de cinquante hectares du domaine.
En hiver, en début d'année, depuis 2000, le golf du mont d'Arbois accueille une compétition de golf sur neige en 9 trous : la Snow Golf Cup faisant partie du circuit Winter Golf Cup. Cette épreuve est réalisée en partenariat avec le Groupe Edmond-de-Rothschild et des sponsors (montres, automobiles).